# James Tavernier
James Henry Tavernier, né le 31 octobre 1991 à Bradford, est un footballeur anglais qui évolue au poste de latéral droit pour le club écossais du Rangers FC.
Il débute le football durant son enfance dans le club de quartier du Farsley Celtic, à Leeds. Il rejoint le centre de formation de Leeds United en 2001, il y reste jusqu'en 2008 et son départ pour Newcastle United. Chez les Magpies il ne s'impose pas en équipe première et enchaine six prêts entre 2011 et 2014, à savoir : Gateshead, Carlisle, Sheffield Wednesday, Milton Keynes Dons, Shrewsbury Town puis Rotherham United. Il s'engage avec Wigan en 2014 en espérant davantage de stabilité, mais se retrouve prêté à Bristol City pour la deuxième moitié de la saison 2014-2015.
Il s'engage en 2015 avec le Rangers FC, club historique de Glasgow alors en deuxième division écossaise à la suite d'une relégation administrative. Il joue un rôle de premier plan dans la remontée du club et son retour sur le devant de la scène. Tavernier est promu capitaine en 2018 et décroche le titre de champion d'Écosse en 2021, le 55e de l'histoire du club, avant de remporter la Coupe d'Écosse l'année suivante. Il est intronisé au Hall of Fame du Rangers Football Club en 2023.
Défenseur au profil très offensif, il figure régulièrement parmi les meilleurs buteurs et passeurs de son club et du championnat d'Écosse. Il est notamment meilleur buteur (avec 7 buts) de la Ligue Europa 2022, dont les Rangers atteignent la finale.
Il est par ailleurs le frère aîné de Marcus Tavernier, lui aussi footballeur professionnel.

## Biographie

### Formation à Leeds (2001-2008)
D’origine jamaïcaine, Tavernier rejoint le centre de formation de Leeds United à l'âge de 9 ans après avoir été repéré dans son club de l'époque, le Farsley Celtic (club d'un quartier de Leeds). Il joue la première de ses six saisons à Leeds au poste de gardien de but, avant de passer milieu de terrain défensif par la suite.

### Multiples prêts avec Newcastle (2008-2014)
Tavernier signe à Newcastle en 2008. Il fait ses débuts en équipe première le 22 septembre 2009 à l'occasion d'une défaite 2-0 contre Peterborough United lors du troisième tour de Coupe de la Ligue. Il dispute l'intégralité de la rencontre.
Le 7 janvier 2011, Tavernier est prêté pour 28 jours à Gateshead (cinquième division anglaise) en compagnie de son coéquipier Jóan Símun Edmundsson. Il fait sa première apparition avec sa nouvelle équipe dès le lendemain à l'occasion d'un match nul 2 buts partout contre Kidderminster Harriers.
Le prêt est par la suite étendu au 9 avril à la suite des bonnes performances de Tavernier, à qui l'entraineur Ian Bogie promet d'ailleurs un bel avenir dans le football,. Le prêt n'ira pas à son terme puisque James est rappelé par Newcastle à la faveur de la suspension de James Perch, il assiste depuis le banc à la victoire 4 buts à 1 de son équipe contre Wolverhampton le 2 avril.

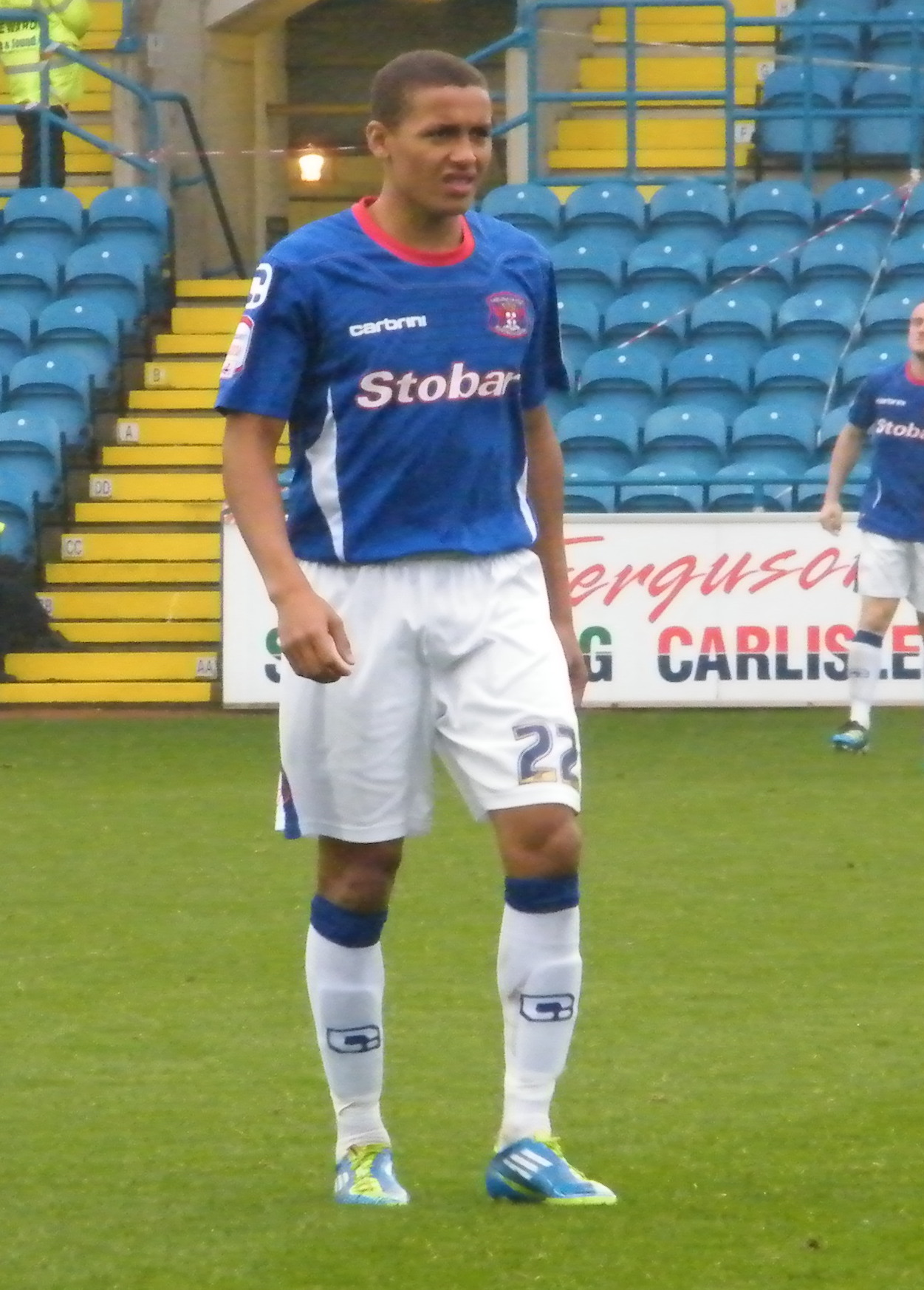
Tavernier sous les couleurs de Carlisle en octobre 2011.

Le 11 août de la même année, alors qu'il est peu utilisé dans le groupe professionnel, Tavernier est prêté pour un mois à Carlisle, en troisième division. Le prêt sera étendu jusqu'à novembre car le manager du club Greg Abbott est impressionné par les performances du joueur.
Le 21 novembre, après 17 matches pour Carlisle, il retourne à Newcastle pour partir de nouveau en prêt à Sheffield Wednesday (troisième division) jusqu'au 9 janvier 2012.
Le 31 janvier 2012, James Tavernier est prêté pour la troisième fois à un club de troisième division : Milton Keynes Dons. Le prêt devait durer jusqu’à la fin de saison mais Tavernier est rapidement rappelé par Newcastle pour pallier des blessures en défense.
Tavernier fais ses débuts sur la scène européenne le 23 août 2012, où il dispute l'intégralité de la rencontre entre Atromitos et Newcastle (1-1) en tour préliminaire de Ligue Europa. Lors de la saison 2012-2013 il prend part à sept rencontres toutes compétitions confondues avec les Magpies.
James rejoint Shrewsbury Town le 26 juillet 2013 pour ce qui doit être un prêt d'un mois, mais il est contraint de regagner Newcastle rapidement à la suite d'une blessure au métatarse.
Le 28 novembre 2013, il rejoint Rotherham United dans le cadre d'un prêt d'urgence ("Emergency loan"). Il débute avec Rotherham deux jours plus tard et inscrit le premier but de sa carrière à l'occasion d'une victoire 4-1 contre Gillingham. Il réalise sa saison la plus aboutie jusque-là avec 5 buts et 6 passes décisives en 31 apparitions. Une saison qui se termine par la promotion en Championship (deuxième division) grâce à une victoire aux tirs au but face à Leyton Orient en play-off le 25 mai.

### Départ pour Wigan (2014-2015)
James Tavernier s'engage avec le Wigan Athletic, club de Championship, pour un montant de 100 000 € le 28 juin 2014. Il débute avec les Latics le 9 août en remplaçant Don Cowie lors d'un match nul 2-2 à Reading.
Le 15 janvier 2015, malgré une présence régulière dans le onze de Wigan, Tavernier rejoint Bristol City en prêt jusqu'à la fin de la saison. Il inscrit 3 buts en 12 matches avec cette équipe. Il s'agit là du septième prêt de sa carrière.

### Révélation avec les Rangers (depuis 2015)

#### La seconde division
Le 20 juillet 2015, Tavernier et son coéquipier à Wigan Martyn Waghorn s'engagent tous les deux pour trois ans avec le Rangers FC, alors en deuxième division écossaise.
James inscrit son premier but avec le club de Glasgow cinq jours plus tard grâce à un coup franc direct contre Hibernian lors du premier tour de la Scottish Challenge Cup. Il inscrit son premier but à Ibrox au tour suivant, lors d'une victoire 3-0 face à Peterhead. Ses très bons débuts chez les Gers valent à Tavernier d'être élu joueur du mois d'août de Championship. Le joueur décrit son arrivée en Écosse comme une renaissance après l'instabilité qu'il a connue à Wigan.
Le 5 avril 2016, James Tavernier inscrit le seul but de la victoire 1-0 face à Dumbarton, laquelle permet aux Rangers d'être sacrés champions et de retrouver l'élite du football écossais après quatre ans d'absence. Cinq jours plus tard, il inscrit un nouveau but lors de la finale de Scottish Challenge Cup, remportée 4 à 0 aux dépens de Peterhead. Sa performance lui vaut d'être nommé homme du match.
Après une première saison très réussie (50 matches, 15 buts, 23 passes décisives), Tavernier prolonge son contrat avec les Rangers jusqu'en mai 2019.

#### Le retour au premier plan
La saison 2016-2017 est la première saison de première division que Tavernier dispute en tant que titulaire, les Rangers terminent troisièmes, derrière Aberdeen et le Celtic. Le podium de la saison suivante est le même, malgré de plus faibles écarts.

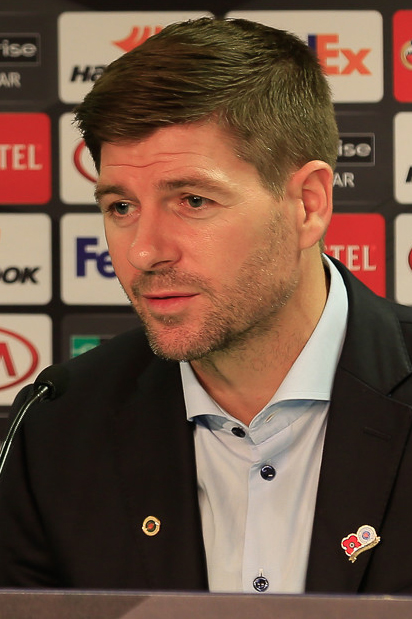
Tavernier explose sous les ordres de Steven Gerrard.

En juillet 2018, pendant la préparation de la saison, Tavernier est désigné capitaine de l'équipe par le nouveau manager, Steven Gerrard. Il dispute son premier match avec le brassard le 12 juillet contre le KF Shkupi en Ligue Europa, il inscrit un but et délivre une passe décisive pour une victoire 2-0 de son équipe à Ibrox. La première saison de Tavernier en tant que capitaine se conclut par une place de vice-champion, neuf points derrière le Celtic. Sur le plan individuel James réalise sa saison la plus aboutie jusque-là, puisqu'il inscrit 17 buts et délivre 18 passes décisives en 57 rencontres toutes compétitions confondues.
La saison 2019-2020 voit les Rangers obtenir une nouvelle deuxième place au classement, après un arrêt prématuré de la compétition à cause de la pandémie de Covid-19.

#### Les trophées
La saison suivante voit les Rangers réaliser d'excellentes performances en championnat et occuper la place de leader avec une confortable avance sur le Celtic. Tavernier n'est pas étranger à ce retour du club sur le devant de la scène, il inscrit en effet 17 buts sur la première partie de saison, dont 11 en championnat. Il occupe même plusieurs journées la place de meilleur buteur de la division, une situation très rare pour un arrière-droit.
Le 6 mars 2021, les Rangers s'imposent 3-0 face à Saint-Mirren et ont besoin que le grand rival du Celtic FC perde ou fasse match nul contre Dundee United le lendemain pour pouvoir assurer leur titre de champion dès ce jour. Le match se termine sur un score de parité (0-0), James Tavernier et ses coéquipiers peuvent donc célébrer le 55e titre de leur club, attendu par les fans depuis 2011. Il s'agit du premier titre de champion de Tavernier en première division, après avoir longtemps brillé dans des divisions inférieures. Le joueur est par ailleurs nommé dans l'équipe-type de la saison, en compagnie de 5 coéquipiers, grâce à ses 11 buts et 9 passes décisives, soit plus que n'importe quel autre arrière.
Le 25 septembre 2021, il atteint la barre symbolique des 300 rencontres disputées avec le maillot des Rangers, à l'occasion d'une victoire 1-0 face au Dundee Football Club.
Sa saison 2021-2022 est très aboutie sur le plan personnel, puisqu'il termine meilleur buteur de la Ligue Europa 2021-2022 avec 7 buts en 15 matches, c'est la première fois qu'un défenseur est sacré meilleur buteur d'une compétition européenne depuis Ronald Koeman en 1994 (8 buts en C1 avec le FC Barcelone). En plus de cela, il reçoit également le titre de meilleur passeur du championnat, avec 14 passes décisives.

## Statistiques
| Saison                | Club                       | Championnat           | Championnat | Championnat | Championnat | Coupe nationale | Coupe nationale | Coupe nationale | Coupe de la Ligue | Coupe de la Ligue | Coupe de la Ligue | Compétition(s) continentale(s) | Compétition(s) continentale(s) | Compétition(s) continentale(s) | Compétition(s) continentale(s) | Total | Total | Total |
| Saison                | Club                       | Division              | M.          | B.          | P.d.        | M.              | B.              | P.d.            | M.                | B.                | P.d.              | Comp.                          | M.                             | B.                             | P.d.                           | M.    | B.    | P.d.  |
| 2009-2010             | Newcastle United           | PL                    | -           | -           | -           | 1               | 0               | 0               | -                 | -                 | -                 | -                              | -                              | -                              | -                              | 1     | 0     | 0     |
| 2010-2011             | Newcastle United           | PL                    | -           | -           | -           | 1               | 0               | 0               | -                 | -                 | -                 | -                              | -                              | -                              | -                              | 1     | 0     | 0     |
| 2011-2012             | Newcastle United           | PL                    | -           | -           | -           | -               | -               | -               | -                 | -                 | -                 | -                              | -                              | -                              | -                              | 0     | 0     | 0     |
| 2012-2013             | Newcastle United           | PL                    | 2           | 0           | 0           | 1               | 0               | 0               | -                 | -                 | -                 | -                              | -                              | -                              | -                              | 3     | 0     | 0     |
| 2013-2014             | Newcastle United           | PL                    | -           | -           | -           | 1               | 0               | 0               | -                 | -                 | -                 | C3                             | 4                              | 0                              | 0                              | 5     | 0     | 0     |
| Sous-total            | Sous-total                 | Sous-total            | 2           | 0           | 0           | 4               | 0               | 0               | -                 | -                 | -                 | -                              | 4                              | 0                              | 0                              | 10    | 0     | 0     |
| 2010-2011             | Gateshead FC (prêt)        | Conference            | 16          | 0           | 0           | 1               | 0               | 0               | -                 | -                 | -                 | -                              | -                              | -                              | -                              | 17    | 0     | 0     |
| 2011-2012             | Carslisle United (prêt)    | League One            | 13          | 0           | 0           | 5               | 0               | 0               | -                 | -                 | -                 | -                              | -                              | -                              | -                              | 18    | 0     | 0     |
| 2011-2012             | Sheffield Wednesday (prêt) | League One            | 6           | 0           | 0           | 2               | 0               | 0               | -                 | -                 | -                 | -                              | -                              | -                              | -                              | 8     | 0     | 0     |
| 2011-2012             | MK Dons (prêt)             | League One            | 7           | 0           | 1           | -               | -               | -               | -                 | -                 | -                 | -                              | -                              | -                              | -                              | 7     | 0     | 1     |
| 2013-2014             | Shrewsbury Town (prêt)     | League One            | 1           | 0           | 0           | -               | -               | -               | 1                 | 0                 | 0                 | -                              | -                              | -                              | -                              | 2     | 0     | 0     |
| 2013-2014             | Roterham United (prêt)     | League One            | 27+3        | 5+0         | 5+1         | 1               | 0               | 0               | -                 | -                 | -                 | -                              | -                              | -                              | -                              | 31    | 5     | 6     |
| Sous-total            | Sous-total                 | Sous-total            | 73          | 5           | 7           | 9               | 0               | 0               | 1                 | 0                 | 0                 | -                              | 0                              | 0                              | 0                              | 83    | 5     | 7     |
| 2014-2015             | Wigan Athletics            | Championship          | 11          | 0           | 0           | 1               | 0               | 0               | 1                 | 0                 | 0                 | -                              | -                              | -                              | -                              | 13    | 0     | 0     |
| 2014-2015             | Bristol City (prêt)        | League One            | 12          | 3           | 1           | 1               | 0               | 0               | -                 | -                 | -                 | -                              | -                              | -                              | -                              | 13    | 3     | 1     |
| Sous-total            | Sous-total                 | Sous-total            | 23          | 3           | 1           | 2               | 0               | 0               | 1                 | 0                 | 0                 | -                              | 0                              | 0                              | 0                              | 26    | 3     | 1     |
| 2015-2016             | Rangers FC                 | Championship          | 36          | 10          | 18          | 6+5             | 0+2             | 4+0             | 3                 | 3                 | 0                 | -                              | -                              | -                              | -                              | 50    | 15    | 22    |
| 2016-2017             | Rangers FC                 | Premiership           | 36          | 1           | 6           | 3               | 0               | 0               | 5                 | 1                 | 1                 | -                              | -                              | -                              | -                              | 44    | 2     | 7     |
| 2017-2018             | Rangers FC                 | Premiership           | 38          | 8           | 8           | 3               | 0               | 0               | 3                 | 1                 | 1                 | C3                             | 2                              | 0                              | 0                              | 46    | 9     | 9     |
| 2018-2019             | Rangers FC                 | Premiership           | 37          | 14          | 14          | 4               | 0               | 0               | 2                 | 0                 | 3                 | C3                             | 14                             | 3                              | 3                              | 57    | 17    | 20    |
| 2019-2020             | Rangers FC                 | Premiership           | 24          | 3           | 10          | 2               | 0               | 0               | 3                 | 0                 | 1                 | C3                             | 17                             | 0                              | 5                              | 46    | 3     | 16    |
| 2020-2021             | Rangers FC                 | Premiership           | 33          | 12          | 12          | 1               | 1               | 0               | 2                 | 1                 | 1                 | C3                             | 10                             | 5                              | 3                              | 46    | 19    | 16    |
| 2021-2022             | Rangers FC                 | Premiership           | 35          | 9           | 14          | 4               | 2               | 0               | 2                 | 0                 | 0                 | C1+C3                          | 2+15                           | 0+7                            | 0+3                            | 58    | 18    | 17    |
| 2022-2023             | Rangers FC                 | Premiership           | 38          | 16          | 7           | 4               | 0               | 0               | 3                 | 0                 | 1                 | C1                             | 10                             | 2                              | 1                              | 55    | 18    | 9     |
| 2023-2024             | Rangers FC                 | Premiership           | 38          | 17          | 10          | 5               | 1               | 1               | 3                 | 3                 | 1                 | C1+C3                          | 4+8                            | 3+0                            | 0                              | 58    | 24    | 12    |
| 2024-2025             | Rangers FC                 | Premiership           | 29          | 4           | 7           | 2               | 0               | 1               | 4                 | 1                 | 1                 | C1+C3                          | 2+12                           | 0                              | 0+3                            | 49    | 5     | 12    |
| Sous-total            | Sous-total                 | Sous-total            | 344         | 94          | 106         | 38              | 6               | 6               | 31                | 10                | 10                | -                              | 96                             | 20                             | 18                             | 509   | 130   | 140   |
| Total sur la carrière | Total sur la carrière      | Total sur la carrière | 442         | 102         | 114         | 53              | 6               | 6               | 33                | 10                | 10                | -                              | 100                            | 20                             | 18                             | 628   | 138   | 148   |

## Palmarès

### En club
- Rotherham United (1) :
  - Vainqueur des play-offs de League One en 2014

- Bristol Rovers (2) :
  - Champion d'Angleterre de troisième division en 2015
  - Vainqueur du EFL Trophy en 2015

- Rangers FC (5) :
  - Champion d'Écosse de deuxième division en 2016
  - Vainqueur de la Scottish Challenge Cup en 2016
  - Champion d'Écosse en 2021
  - Vainqueur de la Coupe d'Écosse en 2022
  - Vainqueur de la Coupe de la Ligue écossaise en 2023 (2023-2024)
  - Vice-champion d'Écosse en 2019, 2020 et 2023
  - Finaliste de la Coupe de la Ligue écossaise en 2019 et 2024
  - Finaliste de la Ligue Europa en 2022

### Distinctions personnelles
- Joueur du mois de deuxième division écossaise en août 2015
- Membre de l'équipe-type de deuxième division écossaise en 2016.
- Membre de "L'équipe de l'année PFA" en 2018, 2019, 2021 et 2022.
- Membre de l'équipe-type de Scottish Premiership en 2019, 2021 et 2024.
- Joueur du mois de Scottish Premiership en septembre et novembre 2020.
- Meilleur buteur de la Ligue Europa en 2022 avec 7 buts.
- Meilleur passeur de Scottish Premiership en 2022 avec 14 passes décisives.